# Trastorno de la conducta
El trastorno de la conducta (TC) es un trastorno mental diagnosticado en la infancia o la adolescencia que se presenta a través de un patrón de comportamiento repetitivo y persistente que incluye robos, mentiras, violencia física que puede llevar a la destrucción e incumplimiento imprudente de las normas, en el que se violan los derechos básicos de los demás o las principales normas propias de la edad. Estas conductas, conocidas como "conductas antisociales", son frecuentemente consideradas un precursor del trastorno antisocial de la personalidad, aunque este último no puede diagnosticarse hasta los 18 años. El trastorno de la conducta puede originarse por rechazo o negligencia parental y en estos casos, puede tratarse con terapia familiar, modificaciones conductuales y farmacoterapia. También puede estar relacionado con la exposición ambiental al plomo. La prevalencia mundial se sitúa entre el 2 y el 4  %, con un estimado de 51.1 millones de personas en todo el mundo (datos de 2013).

## Signos y síntomas
Uno de los síntomas característicos del trastorno de la conducta es un nivel reducido de miedo. Estudios sobre la exposición de niños pequeños al miedo y la angustia muestran que la emocionalidad negativa (miedo) predice la respuesta empática de los menores. Los hallazgos sugieren que, si un cuidador responde adecuadamente a las señales del menor, este desarrolla una mayor capacidad para manejar el miedo y la angustia, en cambio, si el niño no aprende a gestionar estas emociones, es más probable que reaccione agresivamente hacia otros menores. La intervención terapéutica que fomente habilidades empáticas puede reducir significativamente la incidencia de este trastorno.
El trastorno de la conducta está asociado con un aumento de conductas violentas y antisociales, que pueden variar desde empujones, golpes y mordiscos en la infancia temprana hasta agresiones más graves y crueldad infligida al crecer. Además, se han observado conductas autolesivas en menores con este trastorno, asociadas a una mayor impulsividad y una menor inteligencia emocional, sin embargo, se requieren más estudios para establecer vínculos causales directos.
El trastorno de la conducta puede manifestarse con emociones prosociales limitadas, falta de remordimiento o culpa, ausencia de empatía, desinterés por el desempeño y afecto superficial o deficiente. Los síntomas varían según el individuo, pero se agrupan en cuatro categorías principales:

### Agresión hacia personas y animales
- Acosa, amenaza o intimida frecuentemente a otros.
- Inicia peleas físicas con regularidad.
- Ha utilizado armas que pueden causar daño físico grave, como un bate, ladrillo, botella rota, cuchillo, pistola.
- Ha sido físicamente cruel con personas.
- Ha sido físicamente cruel con animales.
- Ha robado enfrentándose a la víctima, por ejemplo, atraco, robo de bolso, extorsión, robo a mano armada.
- No muestra remordimiento ni empatía por el daño, miedo o dolor que pueda haber causado a otros.

### Destrucción de propiedad
- Ha provocado incendios deliberadamente con la intención de causar daños graves.
- Ha destruido intencionadamente la propiedad de otros (no por incendio).[14]

### Engaño o robo
- Ha irrumpido en casas, edificios, vehículos u otros lugares ajenos.
- Miente frecuentemente para obtener bienes, favores o evitar obligaciones, es decir, "engaña" a otros.
- Ha robado objetos de valor significativo sin enfrentarse a la víctima, por ejemplo, hurtos en tiendas sin allanamiento, falsificación.[14]

### Violaciones graves de reglas
- A menudo permanece fuera de casa por la noche a pesar de las prohibiciones paternas, desde antes de los 13 años.
- Se ha escapado de casa al menos dos veces durante la noche mientras vivía con sus padres o tutores, o ha estado sin volver durante un largo período de tiempo.
- Falta frecuentemente a la escuela, comenzando antes de los 13 años.[14]

La falta de empatía y la agresividad que acompaña a esta indiferencia por las consecuencias son peligrosas, tanto para el individuo como para quienes lo rodean.

### Curso del desarrollo
Actualmente, se consideran dos posibles trayectorias de desarrollo para el trastorno de la conducta. La primera, conocida como "inicio en la infancia", ocurre cuando los síntomas se presentan antes de los 10 años. Este tipo se asocia con un curso más persistente y comportamientos más generalizados, incluyendo mayores niveles de síntomas de TDAH, déficits neuropsicológicos, problemas académicos, disfunción familiar y una mayor probabilidad de agresión y violencia.
Existe controversia entre los profesionales sobre la validez y pertinencia de diagnosticar el trastorno de la conducta en niños pequeños, ya que las características del diagnóstico son comunes en menores derivados a servicios de salud mental. Un diagnóstico prematuro podría etiquetar y estigmatizar innecesariamente a un menor, además, algunos argumentan que ciertos niños podrían no tener trastorno de la conducta, sino estar mostrando comportamientos disruptivos propios del desarrollo.
La segunda trayectoria, conocida como "inicio en la adolescencia", ocurre cuando los síntomas aparecen después de los 10 años. Los individuos con este tipo muestran menos deterioro que aquellos con inicio en la infancia y no presentan una psicopatología similar. En ocasiones, estos individuos abandonan sus patrones desviados antes de la edad adulta. La investigación sugiere que hay más casos de inicio en la adolescencia que en la infancia, lo que podría indicar que este tipo es una exageración de comportamientos típicos de la adolescencia, como la rebeldía contra figuras de autoridad y el rechazo a los valores convencionales. Sin embargo, esta hipótesis no está completamente establecida, y la investigación empírica sugiere que estas subclasificaciones podrían no ser tan válidas como se pensaba.
Además de estas dos trayectorias reconocidas por el DSM-IV-TR, existe una relación entre el trastorno negativista desafiante, el trastorno de la conducta y el trastorno antisocial de la personalidad. La investigación ha demostrado una continuidad entre estos trastornos, de modo que el trastorno de la conducta a menudo se diagnostica en niños previamente diagnosticados con trastorno negativista desafiante y la mayoría de los adultos con trastorno antisocial de la personalidad tuvieron un diagnóstico previo de trastorno de la conducta. Por ejemplo, algunos estudios indican que el 90% de los niños con trastorno de la conducta habían sido diagnosticados previamente con trastorno negativista desafiante. Además, ambos trastornos comparten factores de riesgo y conductas disruptivas, lo que sugiere que el trastorno negativista desafiante es un precursor más leve del trastorno de la conducta. Sin embargo, no todos los individuos siguen esta trayectoria; solo alrededor del 25% de los niños con trastorno negativista desafiante recibirán un diagnóstico posterior de trastorno de la conducta. De manera similar, existe un vínculo establecido entre el trastorno de la conducta y el diagnóstico de trastorno antisocial de la personalidad en la edad adulta, ya que los criterios diagnósticos actuales para este último requieren un diagnóstico de trastorno de la conducta antes de los 15 años, no obstante, solo entre el 25 y el 40% de los jóvenes con trastorno de la conducta desarrollarán un trastorno antisocial de la personalidad. Sin embargo, muchos de los que no cumplen todos los criterios para el trastorno antisocial de la personalidad aún muestran patrones de deterioro social y personal o conductas antisociales. Estas trayectorias de desarrollo sugieren la existencia de caminos antisociales en ciertos individuos, lo que tiene implicaciones importantes para la investigación y el tratamiento.

### Condiciones asociadas
Los niños con trastorno de la conducta tienen un alto riesgo de desarrollar otros problemas de ajuste. Los factores de riesgo asociados con el trastorno de la conducta y los efectos de su sintomatología en el contexto psicosocial del menor se han vinculado con la coexistencia de otros trastornos psicológicos. Esto sugiere efectos recíprocos de comorbilidad con ciertos trastornos, aumentando el riesgo general para estos jóvenes.

#### Trastorno por déficit de atención con hiperactividad
El TDAH es la condición más comúnmente asociada con el trastorno de la conducta, con aproximadamente un 25-30% de los chicos y un 50-55% de las chicas con trastorno de la conducta presentando un diagnóstico comórbido de TDAH. Aunque es poco probable que el TDAH por sí solo sea un factor de riesgo para desarrollar trastorno de la conducta, los niños que muestran hiperactividad e impulsividad junto con agresión tienen un inicio temprano de problemas de conducta. Además, los niños con trastorno de la conducta y TDAH comórbidos presentan una agresión más severa.

#### Trastorno negativista desafiante
El trastorno negativista desafiante (TND) es un trastorno mental caracterizado por un comportamiento irritable, desafiante y resentido. Tanto el TND como el trastorno de la conducta se clasifican dentro de los trastornos disruptivos del comportamiento. La principal diferencia radica en la gravedad, mientras que el TND se centra en la hostilidad verbal, el trastorno de la conducta incluye agresión y violencia hacia personas y animales, robos, engaños y violaciones de reglas. El trastorno negativista desafiante también se ha identificado como un precursor del trastorno de la conducta, con una probabilidad cuatro veces mayor de desarrollar trastorno de la conducta en niños con un historial de TND en comparación con aquellos sin este diagnóstico previo.

#### Trastornos por consumo de sustancias
El trastorno de la conducta está fuertemente asociado con el uso y abuso de sustancias. Los niños con este trastorno comienzan a consumir sustancias a una edad más temprana que sus pares y tienden a usar múltiples sustancias. Los estudios han demostrado que un diagnóstico de trastorno de la conducta en la adolescencia temprana (11-14 años) es un predictor significativo de abuso de sustancias a los 18 años. Sin embargo, los trastornos por consumo de sustancias pueden, por sí mismos, generar rasgos similares al trastorno de la conducta en aproximadamente la mitad de los adolescentes afectados. Parece existir una relación transaccional entre el consumo de sustancias y los problemas de conducta, de modo que los comportamientos agresivos incrementan el uso de sustancias, lo que a su vez intensifica la agresión. Estudios más recientes han encontrado que incluso un solo síntoma de TDAH o trastorno de la conducta está asociado con un mayor riesgo de abuso de sustancias.
El consumo de sustancias en el trastorno de la conducta puede conducir a comportamientos antisociales en la edad adulta.

#### Esquizofrenia
El trastorno de la conducta es un precursor de la esquizofrenia en una minoría de casos, con aproximadamente un 40% de hombres y un 31% de mujeres con esquizofrenia cumpliendo los criterios para el trastorno de la conducta en la infancia.

## Causas
La etiología del trastorno de la conducta es compleja, resultado de una interacción intrincada entre factores biológicos y ambientales. Identificar los mecanismos subyacentes es crucial para una evaluación precisa y un tratamiento efectivo, ya que estos mecanismos son la base para desarrollar tratamientos basados en la evidencia. A pesar de las complejidades, se han identificado varios dominios implicados en el desarrollo del trastorno de la conducta, incluyendo variables cognitivas, factores neurológicos, intraindividuales, influencias familiares o de pares y factores contextuales más amplios. Estos factores también pueden variar en función de la edad de aparición, con diferentes variables relacionadas con la aparición temprana del trastorno, por ejemplo, las bases del neurodesarrollo y en la adolescencia, las relaciones sociales y con los compañeros.

### Factores de riesgo
El desarrollo del trastorno de la conducta no es inevitable ni predeterminado, existen múltiples factores de riesgo y protectores que pueden influir y modificar los resultados. En la mayoría de los casos, el trastorno de la conducta surge de una interacción y acumulación gradual de factores de riesgo. Además de los factores de riesgo mencionados en las causas, otras variables que aumentan la probabilidad de desarrollar el trastorno incluyen el maltrato infantil, la exposición al alcohol y el tabaquismo durante el embarazo. Por otro lado, se han identificado factores protectores, como un alto coeficiente intelectual, ser mujer, orientaciones sociales positivas, las buenas habilidades de afrontamiento, el apoyo familiar y comunitario.
No obstante, una correlación entre un factor de riesgo particular y un resultado posterior (como el trastorno de la conducta) no implica una relación causal definitiva. La correlación entre dos variables puede surgir, por ejemplo, si representan expresiones específicas de factores genéticos subyacentes. Estudios han encontrado que, aunque el tabaquismo durante el embarazo contribuye a niveles elevados de comportamiento antisocial, entre madres y fetos que no estaban relacionados genéticamente (por fertilización in vitro), no se halló vínculo entre el tabaquismo y problemas de conducta posteriores, destacando la importancia de distinguir entre causalidad y correlación.

### Discapacidades de aprendizaje
Aunque los problemas de lenguaje son los más comunes, aproximadamente el 20-25% de los jóvenes con trastorno de la conducta presentan algún tipo de discapacidad de aprendizaje. La relación entre estos trastornos es compleja, pero parece que las discapacidades de aprendizaje resultan de una combinación de TDAH, antecedentes de dificultades y fracasos académicos, problemas prolongados de socialización con la familia y los pares. Sin embargo, variables de confusión como déficits de lenguaje, el nivel socioeconómico o retraso del neurodesarrollo deben considerarse en esta relación, ya que podrían explicar parte de la asociación entre el trastorno de la conducta y los problemas de aprendizaje.

### Factores cognitivos
En términos de función cognitiva, los déficits de inteligencia y cognición son comunes entre los jóvenes con trastorno de la conducta, particularmente entre aquellos con inicio temprano, que presentan coeficientes intelectuales de una desviación estándar por debajo de la media y déficits graves en razonamiento verbal y funciones ejecutivas. Las dificultades en las funciones ejecutivas pueden manifestarse en problemas para cambiar entre tareas, planificar, organizar e inhibir respuestas prepotentes. Estos resultados se mantienen incluso tras tener en cuenta variables como el estatus socioeconómico y la educación. Sin embargo, el coeficiente intelectual y los déficits en las funciones ejecutivas son solo una parte del panorama y su influencia aumenta en procesos transaccionales con factores ambientales.

### Diferencias cerebrales
Más allá de las dificultades en las funciones ejecutivas, la investigación neurológica sobre jóvenes con trastorno de la conducta también muestra diferencias en la anatomía y función cerebral que reflejan los comportamientos y anomalías mentales asociados con el trastorno. En comparación con los controles normales, aquellos jóvenes con trastorno de conducta de inicio precoz y en la adolescencia mostraban respuestas reducidas en regiones cerebrales asociadas al comportamiento social, como la amígdala, la corteza prefrontal ventromedial, la ínsula y la corteza orbitofrontal. Además, los jóvenes con trastorno de la conducta mostraron menor capacidad de respuesta en las regiones orbitofrontales durante tareas de refuerzo de estímulos y recompensa. Esto proporciona una explicación neural para la tendencia de estos jóvenes a repetir patrones de toma de decisiones deficientes. Por último, los jóvenes con trastorno de la conducta presentan una reducción en el volumen de materia gris en la amígdala, lo que puede explicar los déficits en el condicionamiento al miedo, esta reducción se ha relacionado con dificultades para procesar estímulos emocionales sociales, independientemente de la edad de inicio. Además de las diferencias en neuroanatomía y patrones de activación, los perfiles neuroquímicos también varían entre los grupos. Los individuos con trastorno de conducta se caracterizan por tener niveles reducidos de serotonina y cortisol, es decir, un eje hipotalámico-hipofisario-suprarrenal reducido, así como un funcionamiento reducido del sistema nervioso autónomo. Estas reducciones están asociadas con la incapacidad para regular el estado de ánimo y los comportamientos impulsivos, señales debilitadas de ansiedad y miedo y una disminución de la autoestima. En conjunto, estos hallazgos explican parte de la variabilidad en los patrones psicológicos y conductuales de los jóvenes con trastorno de la conducta.

### Factores intraindividuales
Aparte de los hallazgos relacionados con los perfiles neurológicos y neuroquímicos de los jóvenes con trastorno de conducta, también pueden ser relevantes factores intraindividuales como la genética. Tener un hermano o un progenitor con trastorno de conducta aumenta la probabilidad de padecerlo, con un índice de heredabilidad de 0,53%. También parece haber un vínculo genético más fuerte para los individuos con inicio en la infancia en comparación con el inicio en la adolescencia. Además, los jóvenes con trastorno de la conducta presentan polimorfismos en el gen de la monoaminooxidasa A, frecuencias cardíacas en reposo bajas y niveles elevados de testosterona.

### Influencias familiares y de pares
Los elementos del entorno familiar y social también pueden desempeñar un papel en el desarrollo y mantenimiento del trastorno de la conducta. Por ejemplo, el comportamiento antisocial sugestivo de trastorno de la conducta está asociado con el estatus de familia monoparental, el divorcio de los padres, familias numerosas y la edad joven de las madres. Sin embargo, estos factores son difíciles de separar de otras variables demográficas conocidas por estar vinculadas con el trastorno de la conducta, como la pobreza y el bajo nivel socioeconómico. El funcionamiento familiar y las interacciones entre padres e hijos también tienen un papel significativo en la agresión infantil y el trastorno de la conducta, con bajos niveles de involucramiento parental, supervisión inadecuada y prácticas disciplinarias impredecibles que refuerzan los comportamientos desafiantes de los jóvenes. Además, la depresión materna tiene un impacto significativo en los niños con trastorno de la conducta y puede generar retroalimentación negativa recíproca entre la madre y el menor. Las influencias de los pares también se han relacionado con el desarrollo de comportamientos antisociales en los jóvenes, particularmente el rechazo por parte de los pares en la infancia y la asociación con pares desviados. El rechazo por parte de los pares no solo es un marcador de varios trastornos externalizantes, sino también un factor que contribuye a la continuidad de estos trastornos a lo largo del tiempo. Además, Hinshaw y Lee en 2003, explicaron que se cree que la asociación con compañeros conflictivos influye en el desarrollo del trastorno de conducta de dos formas; por un lado, un proceso de "selección", donde los jóvenes con características agresivas eligen amigos desviados; por otro, un proceso de "facilitación", donde las redes de pares desviados refuerzan los patrones de comportamiento antisocial. En un estudio separado, Bonin y sus colegas demostraron que los programas de crianza afectan positivamente el comportamiento infantil y reducen los costos para el sector público.

### Factores contextuales más amplios
Además de los factores individuales y sociales asociados con el trastorno de la conducta, la investigación ha destacado la importancia del entorno y el contexto en los jóvenes con comportamiento antisocial. Sin embargo, estos no son factores estáticos, sino transaccionales, es decir, los individuos son influenciados por su entorno y también lo afectan. Por ejemplo, la seguridad del vecindario y la exposición a la violencia se han estudiado en relación con el trastorno de la conducta, pero no se trata simplemente de que los jóvenes con tendencias agresivas residan en vecindarios violentos. Los modelos transaccionales proponen que los jóvenes pueden recurrir a la violencia con mayor frecuencia como resultado de la exposición a la violencia comunitaria, pero su predisposición hacia la violencia también contribuye al clima del vecindario.

## Diagnóstico
El trastorno de la conducta está clasificado en la cuarta edición del Manual diagnóstico y estadístico de los trastornos mentales (MDE). Se diagnostica basado en un patrón prolongado de comportamiento antisocial, como violaciones graves de leyes y normas sociales en personas menores de 18 años. Criterios similares se utilizan para el diagnóstico de trastorno antisocial de la personalidad en mayores de 18 años. No existen revisiones propuestas para los criterios principales del trastorno de la conducta en el DSM-5; sin embargo, el grupo de trabajo recomienda añadir un especificador adicional para rasgos insensibles y carentes de emoción. Según los criterios del DSM-5, hay cuatro categorías que pueden estar presentes en el comportamiento del menor, como lo son la agresión hacia personas y animales, destrucción de propiedad, engaño o robo y violación grave de reglas.
Casi todos los adolescentes con un trastorno por consumo de sustancias presentan rasgos similares al trastorno de la conducta, pero tras un tratamiento exitoso del trastorno por consumo de sustancias, aproximadamente la mitad de estos adolescentes ya no muestran síntomas de trastorno de la conducta. Por lo tanto, es importante descartar una causa inducida por sustancias y abordar primero el trastorno por consumo de sustancias antes de realizar un diagnóstico psiquiátrico de trastorno de la conducta.

## Tratamiento
El tratamiento de primera línea es la psicoterapia basada en la modificación de conducta y el desarrollo de habilidades para resolver problemas, este enfoque busca integrar los entornos individual, escolar y familiar. El entrenamiento en manejo parental también puede ser útil. No hay medicamentos aprobados por la Administración de Alimentos y Medicamentos específicamente para el trastorno de la conducta, pero la risperidona (un antipsicótico de segunda generación) cuenta con la mayor evidencia para su uso en el manejo de la agresión en niños que no han respondido a intervenciones conductuales y psicosociales. Los inhibidores selectivos de la recaptación de serotonina también se utilizan en ocasiones para tratar la irritabilidad en estos pacientes.

## Pronóstico
Aproximadamente entre el 25 y el 40% de los jóvenes diagnosticados con trastorno de la conducta cumplen los criterios para un diagnóstico de trastorno antisocial de la personalidad al llegar a la edad adulta. Aquellos que no desarrollan este trastorno aún suelen presentar disfunciones sociales en la vida adulta.

## Epidemiología
Se estima que el trastorno de la conducta afecta a 51.1 millones de personas en todo el mundo según datos de 2013. El porcentaje de niños afectados varía entre el 1 y el 10%. Sin embargo, entre los jóvenes encarcelados o en centros de detención juvenil, las tasas de trastorno de la conducta oscilan entre el 23 y el 87%.

### Diferencias por sexo
La mayoría de las investigaciones sugieren que hay significativamente más varones que mujeres diagnosticados con trastorno de la conducta, con algunos informes indicando una diferencia de tres a cuatro veces en la prevalencia. Sin embargo, esta diferencia puede estar sesgada por los criterios diagnósticos, que se centran en comportamientos más evidentes, como la agresión y las peleas, más frecuentes en varones. Las mujeres tienden a mostrar comportamientos encubiertos, como robos o fugas del hogar. Además, el trastorno de la conducta en mujeres está vinculado a varios resultados negativos, como el trastorno antisocial de la personalidad y embarazos precoces, lo que sugiere que las diferencias de sexo en los comportamientos disruptivos necesitan un mayor entendimiento.
Las mujeres son más sensibles a la presión de los pares y a los sentimientos de culpa que los varones.

### Diferencias raciales
La investigación sobre diferencias raciales o culturales en la prevalencia o presentación del trastorno de la conducta es limitada. Sin embargo, según estudios en jóvenes estadounidenses, parece que los jóvenes afrodescendientes son diagnosticados con mayor frecuencia con trastorno de la conducta, mientras que los jóvenes asiáticos tienen aproximadamente un tercio de la probabilidad de ser diagnosticados en comparación con los jóvenes blancos. Durante décadas se ha teorizado ampliamente que esta disparidad se debe a sesgos inconscientes en quienes realizan el diagnóstico.